# Uprising (Bob Marley & the Wailers)
Uprising è un album del cantante reggae Bob Marley e del suo gruppo, The Wailers, pubblicato nel 1980.

## Descrizione
Il disco, registrato al Dynamics Studio, è il decimo inciso per la Island Records nonché l'ultimo previsto dal contratto. Uprising è anche l'ultimo album effettivamente realizzato da Bob Marley, in quanto del successivo, Confrontation, il cantante definì solo il nome.
L'album contiene una delle canzoni più popolari di Bob Marley, Redemption Song, oltre alla uptempo, Could You Be Loved.
L'album è stato ristampato con l'aggiunta di due bonus tracks nel 2001.
Tra le tappe dell'Uprising Tour ci furono anche due date italiane: il 27 giugno 1980 allo Stadio San Siro di Milano e il giorno seguente allo Stadio Comunale di Torino.

## Tracce
Lato A
1. Coming In From the Cold - 4:31
2. Real Situation - 3:08
3. Bad Card - 2:48
4. We and Dem - 3:12
5. Work - 3:40

Lato B
1. Zion Train - 3:34
2. Pimper's Paradise - 3:26
3. Could You Be Loved - 3:56
4. Forever Loving Jah - 3:51
5. Redemption Song - 3:47

Bonus tracks ristampa 2001
1. Redemption Song (Band Version) – 4:47
2. Could You Be Loved (12" version) – 5:24

## Formazione
- Bob Marley - voce, chitarra
- Aston Barrett - basso, pianoforte, chitarra, percussioni
- Carlton Barrett - batteria, percussioni
- Tyrone Downie - tastiera, voce
- Alvin Patterson - percussioni
- Junior Marvin - chitarra, voce
- Earl Lindo - tastiera
- Al Anderson - chitarra
- I Threes (Rita Marley, Marcia Griffiths e Judy Mowatt) - voci secondarie

## Classifiche
| Classifica (1980) | Posizione massima |
| ----------------- | ----------------- |
| Austria           | 6                 |
| Francia           | 1                 |
| Germania          | 5                 |
| Italia            | 2                 |
| Norvegia          | 6                 |
| Nuova Zelanda     | 1                 |
| Paesi Bassi       | 4                 |
| Regno Unito       | 6                 |
| Stati Uniti       | 45                |
| Stati Uniti (R&B) | 41                |
| Svezia            | 3                 |